# Metal God Essentials, Vol. 1
Metal God Essentials, Vol. 1 es un álbum recopilatorio de la banda estadounidense de heavy metal Halford, publicado en 2007 por Metal God Entertainment. El disco reúne algunos temas de los tres álbumes lanzados previamente por la banda, como también algunas masquetas de la anterior agrupación de Rob Halford, Fight, que más tarde se lanzaron en el disco K5 - The War of Words Demos del mismo año. Por su parte, también se lanzó en una edición limitada de 5000 copias, que incluye un DVD con los videos promocionales de la banda.

## Lista de canciones
| N.º | Título                                                  | Duración |  |
| 1.  | «Resurrection»                                          | 3:58     |  |
| 2.  | «Made in Hell»                                          | 4:14     |  |
| 3.  | «Screaming in the Dark»                                 | 3:40     |  |
| 4.  | «Golgotha»                                              | 4:25     |  |
| 5.  | «Silent Screams - 1999 Demo»                            | 7:16     |  |
| 6.  | «Crystal»                                               | 4:50     |  |
| 7.  | «Into the Pit» (versión maqueta, tocada por Fight)      | 4:37     |  |
| 8.  | «Nailed to the Gun» (versión maqueta, tocada por Fight) | 3:35     |  |
| 9.  | «Slow Down»                                             | 4:52     |  |
| 10. | «Locked and Loaded»                                     | 3:20     |  |
| 11. | «Forgotten Generation» (canción inédita)                | 4:37     |  |
| 12. | «Drop Out» (canción inédita)                            | 3:41     |  |
| 13. | «War of Words» (versión maqueta, tocada por Fight)      | 4:58     |  |
| 14. | «Sun»                                                   | 3:51     |  |
| 15. | «Trail of Tears»                                        | 4:29     |  |
| 16. | «Redemption European Mix» (canción inédita)             | 6:34     |  |